# Антипин, Мавр Васильевич
Мавр Васильевич Антипин — советский учёный, доктор технических наук.

## Биография
Родился в 1921 году в селе Дугино. Член КПСС.
Участник советско-финской и Великой Отечественной войны: начальник радиостанции при командире 131-го стрелкового полка 45-й стрелковой дивизии. Участник Парада Победы.
Окончил ЛЭТИ.
В 1952—1970 — ассистент, доцент и профессор кафедры телевидения ЛЭТИ.
В 1970—1986 — ректор Ленинградского института киноинженеров.
В 1986—1991 — заведующий кафедрой кинотелевизионной техники Ленинградского института киноинженеров.
Умер в 2004 году в Санкт-Петербурге.

## Награды
- Орден Октябрьской Революции
- Орден Отечественной войны II степени
- Орден Дружбы народов
- Орден Красной Звезды
- Орден Знак Почёта
- Орден Славы III степени